# Finala UEFA Europa League 2013
Finala UEFA Europa League 2013 a fost ultimul meci al 2012-2013 din UEFA Europa League. A fost a 42 finală a celei de a doua competiții intercluburi europeană. Evenimentul s-a desfășurat pe data de 15 mai 2012 pe Amsterdam ArenA din Amsterdam, Olanda și a avut drept protagoniste pe echipa portugheză S.L. Benfica și pe cea engleză Chelsea FC.
Chelsea a castigat cu 2-1 și a obținut pentru prima dată titlul în această competiție și va juca împotriva câștigătorilor din finala Ligii Campionilor 2013 pentru Supercupa Europei 2013. Cu această victorie, Chelsea a devenit al patrulea club, după Juventus Torino, Ajax Amsterdam și Bayern München, care a câștigat toate cele trei competiții majore intercluburi organizate de UEFA, după ce a câștigat Liga Campionilor UEFA în 2012 și Cupa Cupelor UEFA în 1971 și 1998.

## Stadionul
UEFA a anunțat la data de 16 iunie 2011 că Amsterdam Arena va locația pentru finala sezonului 2012-2013 a UEFA Europa League. Începând cu 1996 pe stadion își dispută meciurile de acasă Ajax. Pe acesta s-au disputat 5 meciuri de la Campionatul European de Fotbal 2000 și finala Ligii Campionilor 1998, în care Real Madrid a învins pe Juventus Torino.

## Context
Benfica s-a calificat pentru a noua oară într-o finală europeană, prima după 23 de ani de la finala Cupei Campionilor Europeni 1990 pierdută cu scorul de 1–0 în fața clubului italian AC Milan. Apariții anterioare includ două finale de Cupa Campionilor Europeni câștigate în 1961 și 1962 (3-2 cu Barcelona și 5-3 cu Real Madrid, respectiv), cinci finale pierdute în Cupa Campionilor Europeni - 1963 (1-2 cu AC Milan), 1965 (0-1 cu Inter Milano), 1968 (1-4 cu Manchester United), 1988 (0-0, 5-6 după lovituri de departajare cu PSV Eindhoven) și în 1990 (0-1 cu AC Milan) - și o finală a Cupei UEFA pierdută în 1983 (1-2 la general cu Anderlecht).
Înainte de acest sezon, Chelsea nu reușise să ajungă într-o finală de Cupa UEFA sau de Europa League. Aceastea a ajuns anterior în 4 finale europene: două de Cupa Cupelor UEFA în 1971 (2-1, victorie cu Real Madrid) și 1998 (1-0, victorie cu Stuttgart) și două de Liga Campionilor în  2008 (1-1, 5-6 după lovituri de departajare cu Manchester United) și 2012 (1-1, 4-3 după lovituri de departajare cu Bayern München). Chelsea sunt, de asemenea, primi deținători ai Ligii Campionilor care joacă în sezonul următor în finala Europa League, după ce a devenit primul club ce a fost eliminat din faza grupelor după ce a câștigat trofeul și primul club ce câștigă Liga Campionilor și Europa League în sezoane succesive.

## Drumul către finală
Pentru mai multe detalii despre acest subiect, vedeți UEFA Europa League 2012-2013.
| Club    | M | V | E | Î | GM | GP | G  | Pct |
| ------- | - | - | - | - | -- | -- | -- | --- |
| {{{t}}} | 6 | 4 | 1 | 1 | 11 | 5  | +6 | 13  |
| {{{t}}} | 6 | 3 | 1 | 2 | 9  | 8  | +1 | 10  |
| {{{t}}} | 6 | 2 | 2 | 2 | 5  | 5  | 0  | 8   |
| {{{t}}} | 6 | 1 | 0 | 5 | 7  | 14 | −7 | 3   |

| Club    | M | V | E | Î | GM | GP | G   | Pct |
| ------- | - | - | - | - | -- | -- | --- | --- |
| {{{t}}} | 6 | 3 | 3 | 0 | 12 | 4  | +8  | 12  |
| {{{t}}} | 6 | 3 | 1 | 2 | 12 | 8  | +4  | 10  |
| {{{t}}} | 6 | 3 | 1 | 2 | 16 | 10 | +6  | 10  |
| {{{t}}} | 6 | 0 | 1 | 5 | 4  | 22 | −18 | 1   |

## Meci
| Benfica            | 1 - 2  | Chelsea                   |
| ------------------ | ------ | ------------------------- |
| Cardozo 68' (pen.) | Raport | Torres 60' Ivanović 90+3' |

| P           | 1  | Artur Moraes           |       |     |
| F           | 34 | André Almeida          |       |     |
| F           | 4  | Luisão (c)             | 61'   |     |
| F           | 24 | Ezequiel Garay         | 45+1' | 78' |
| F           | 25 | Lorenzo Melgarejo      |       | 66' |
| M           | 21 | Nemanja Matić          |       |     |
| M           | 35 | Enzo Pérez             |       |     |
| M           | 18 | Eduardo Salvio         |       |     |
| M           | 20 | Nicolás Gaitán         |       |     |
| M           | 19 | Rodrigo                |       | 66' |
| A           | 7  | Óscar Cardozo          |       |     |
| Rezerve:    |    |                        |       |     |
| P           | 13 | Paulo Lopes            |       |     |
| F           | 33 | Jardel                 |       | 78' |
| M           | 89 | André Gomes            |       |     |
| M           | 23 | Jonathan Urretaviscaya |       |     |
| M           | 10 | Pablo Aimar            |       |     |
| M           | 15 | Ola John               |       | 66' |
| A           | 11 | Lima                   |       | 66' |
| Manager:    |    |                        |       |     |
| Jorge Jesus |    |                        |       |     |

| P              | 1  | Petr Čech          |     |
| F              | 28 | César Azpilicueta  |     |
| F              | 2  | Branislav Ivanović |     |
| F              | 24 | Gary Cahill        |     |
| F              | 3  | Ashley Cole        |     |
| M              | 4  | David Luiz         |     |
| M              | 8  | Frank Lampard (c)  |     |
| M              | 7  | Ramires            |     |
| M              | 10 | Juan Mata          |     |
| M              | 11 | Oscar              | 14' |
| A              | 9  | Fernando Torres    |     |
| Rezerve:       |    |                    |     |
| P              | 22 | Ross Turnbull      |     |
| F              | 19 | Paulo Ferreira     |     |
| M              | 12 | John Obi Mikel     |     |
| M              | 57 | Nathan Aké         |     |
| M              | 30 | Yossi Benayoun     |     |
| M              | 13 | Victor Moses       |     |
| A              | 21 | Marko Marin        |     |
| Manager:       |    |                    |     |
| Rafael Benítez |    |                    |     |

| Omul Meciului: Branislav Ivanović (Chelsea) Arbitri asistenți: Sander van Roekel Olanda Erwin Zeinstra Olanda Al patrulea oficial: Felix Brych (Germania) Arbitri asistenți adiționali: Pol van Boekel Olanda Richard Liesveld Olanda |

### Statistici
|                   | Benfica | Chelsea |
| ----------------- | ------- | ------- |
| Goluri marcate    | 0       | 0       |
| Total șuturi      | 8       | 3       |
| Șuturi pe poartă  | 5       | 2       |
| Apărate           | 2       | 5       |
| Posesia mingii    | 55%     | 45%     |
| Cornere           | 1       | 1       |
| Faulturi comise   | 7       | 8       |
| Offside-uri       | 0       | 4       |
| Cartonașe galbene | 1       | 1       |
| Cartonașe roșii   | 0       | 0       |

|                   | Benfica | Chelsea |
| ----------------- | ------- | ------- |
| Goluri marcate    | 1       | 2       |
| Total șuturi      | 9       | 8       |
| Șuturi pe poartă  | 6       | 5       |
| Apărate           | 3       | 5       |
| Posesia mingii    | 52%     | 48%     |
| Cornere           | 3       | 3       |
| Faulturi comise   | 11      | 10      |
| Offside-uri       | 1       | 4       |
| Cartonașe galbene | 1       | 0       |
| Cartonașe roșii   | 0       | 0       |

|                   | Benfica | Chelsea |
| ----------------- | ------- | ------- |
| Goluri marcate    | 1       | 2       |
| Total șuturi      | 17      | 11      |
| Șuturi pe poartă  | 11      | 7       |
| Apărate           | 5       | 10      |
| Posesia mingii    | 54%     | 46%     |
| Cornere           | 4       | 4       |
| Faulturi comise   | 18      | 18      |
| Offside-uri       | 1       | 8       |
| Cartonașe galbene | 2       | 1       |
| Cartonașe roșii   | 0       | 0       |